# Endgame
Endgame je dvanácté studiové album americké thrashmetalové skupiny Megadeth. Vydalo jej 9. září 2009 hudební vydavatelství Roadrunner Records a jeho producentem byl Andy Sneap spolu s frontmanem skupiny Davem Mustainem. Nahráno bylo od ledna do května toho roku ve městě San Marcos v Kalifornii. V žebříčku UK Albums Chart se album umístilo na čtyřiadvacáté příčce; v Billboard 200 na deváté. Bylo to poslední studiové album kapely s baskytaristou Jamesem LoMenzem. Album pojednává o Novém světovém řádu a globální vládě.

## Seznam skladeb
| Pořadí | Název                                              | Autor                     | Délka |
| ------ | -------------------------------------------------- | ------------------------- | ----- |
| 1.     | Dialectic Chaos (instrumentální)                   | Dave Mustaine             | 2:25  |
| 2.     | This Day We Fight!                                 | Mustaine                  | 3:27  |
| 3.     | 44 Minutes                                         | Mustaine                  | 4:37  |
| 4.     | 1,320'                                             | Mustaine                  | 3:49  |
| 5.     | Bite the Hand                                      | Mustaine                  | 4:01  |
| 6.     | Bodies                                             | Mustaine                  | 3:34  |
| 7.     | Endgame                                            | Mustaine                  | 5:56  |
| 8.     | The Hardest Part of Letting Go… Sealed With a Kiss | Mustaine, Chris Broderick | 4:41  |
| 9.     | Head Crusher                                       | Mustaine, Shawn Drover    | 3:26  |
| 10.    | How the Story Ends                                 | Mustaine                  | 4:28  |
| 11.    | The Right to Go Insane                             | Mustaine                  | 4:18  |

## Obsazení
Megadeth
- Dave Mustaine – zpěv, kytara, klavír
- Chris Broderick – kytara
- James LoMenzo – baskytara
- Shawn Drover – bicí, perkuse

Ostatní hudebníci
- Chris Clancy – doprovodné vokály
- Chris Rodriguez – doprovodné vokály
- Mark Newby-Robson – klávesy